# Dendropsophus anataliasiasi
Dendropsophus anataliasiasi là một loài ếch thuộc họ Nhái bén.
Đây là loài đặc hữu của Brasil.
Môi trường sống tự nhiên của chúng là xavan ẩm, vùng cây bụi ẩm khu vực nhiệt đới hoặc cận nhiệt đới, đầm nước ngọt, vùng đồng cỏ, vườn nông thôn, và ao.
Chúng hiện đang bị đe dọa vì mất môi trường sống.